# Stazione di Kawase
La stazione di Kawase (河瀬駅?, Kawase-eki) è una stazione ferroviaria della città di Hikone, nella prefettura di Shiga in Giappone. La stazione è gestita dalla JR West e serve la linea Biwako (parte della linea principale Tōkaidō).

## Struttura
La stazione è costituita da una piattaforma laterale e una a isola centrale con 3 binari in superficie al livello del terreno. 
Per quanto riguarda il traffico, per tutto il giorno alla stazione fermano circa 2 treni all'ora.
| 1 | ■ Linea JR Biwako | per Kusatsu, Kyoto e Ōsaka    |
| 2 | ■ Linea JR Biwako | per Kusatsu, Kyoto e Ōsaka    |
| 2 | ■ Linea JR Biwako | per Maibara, Nagahama e Ōgaki |
| 3 | ■ Linea JR Biwako | per Maibara, Nagahama e Ōgaki |

## Stazioni adiacenti
| ≪                                          | Servizio                                   | ≫                                          |
| Linea principale Tōkaidō (Linea JR Biwako) | Linea principale Tōkaidō (Linea JR Biwako) | Linea principale Tōkaidō (Linea JR Biwako) |
| ------------------------------------------ | ------------------------------------------ | ------------------------------------------ |
| Minami-Hikone                              | Locale                                     | Inae                                       |